# Diagnostica
Die Diagnostica Zeitschrift für Psychologische Diagnostik und Differentielle Psychologie ist ein Informationsorgan für psychologische Tests und Untersuchungsmethoden.
Diese wissenschaftliche Fachzeitschrift im Bereich der Psychologie erscheint seit 1955 vierteljährlich im Hogrefe Verlag Göttingen. Insbesondere werden bewährte und neuentwickelte Testverfahren vorgestellt. Sie wendet sich an alle diagnostisch arbeitenden Psychologen. Schwerpunkt ist die Vorstellung von Studien zur Validität und der Anwendungsbereiche dieser Verfahren. Aus diesem Grunde erscheinen die Artikel in deutscher Sprache.
Sieben Mitherausgeber sowie ein Beirat von 39 Personen (Professoren aus Deutschland, der Schweiz und Österreich, die auf diesem Gebiet lehren und forschen) unterstützen den geschäftsführenden Herausgeber.
Die Zeitschrift ist auch online verfügbar, einige Artikel auch im Open Access frei abrufbar.
Die diagnostica wird gelistet in: Social Science Citation Index (SSCI), Research Alert, Current Contents/Social & Behavioral Sciences, Social Sci Search, PsycInfo, PsycLit, PsyJOURNALS, PSYNDEX, Scopus, IBZ, IBR und Europ. Reference List for the Humanities (ERIH).